# دن جاکوبو بنینسان
 دن جاکوبو بنینسان (انگلیسی: Dan Jacobo Beninson؛ زاده ۱۹۳۱ درگذشته ۲۰۰۳) یک فیزیک‌دان بود.